# Episodi di Squadra speciale Lipsia (diciottesima stagione)
La diciottesima stagione della serie televisiva Squadra speciale Lipsia è stata trasmessa in anteprima in Germania dalla ZDF tra il 13 ottobre 2017 e il 16 febbraio 2018.
| nº | Titolo originale     | Titolo italiano | Prima TV Germania | Prima TV Italia |
| -- | -------------------- | --------------- | ----------------- | --------------- |
| 1  | Der letzte Fall      |                 | 13 ottobre 2017   |                 |
| 2  | Dienstschluss        |                 | 20 ottobre 2017   |                 |
| 3  | Der einzige Ausweg   |                 | 27 ottobre 2017   |                 |
| 4  | Das genetische Limit |                 | 2 novembre 2017   |                 |
| 5  | Der kleine Zeuge     |                 | 17 novembre 2017  |                 |
| 6  | Full House           |                 | 24 novembre 2017  |                 |
| 7  | Spurlos verschwunden |                 | 1º dicembre 2017  |                 |
| 8  | Die Brücke           |                 | 8 dicembre 2017   |                 |
| 9  | Vaterliebe           |                 | 22 dicembre 2017  |                 |
| 10 | Einsam               |                 | 29 dicembre 2017  |                 |
| 11 | Janika               |                 | 5 gennaio 2018    |                 |
| 12 | Der Sohn             |                 | 19 gennaio 2018   |                 |
| 13 | Toy Boy              |                 | 19 gennaio 2018   |                 |
| 14 | Aus Liebe            |                 | 26 gennaio 2018   |                 |
| 15 | Missing in Action    |                 | 2 febbraio 2018   |                 |
| 16 | Blinde Liebe         |                 | 16 febbraio 2018  |                 |